# Nicoletta Rizzi
Pour les articles homonymes, voir Rizzi.
Nicoletta Rizzi (née à Milan le 1er janvier 1940 et morte dans la même ville le 17 janvier 2010) est une actrice italienne

## Biographie
Nicoletta Rizzi est né à Milan en 1940. Elle était principalement active à la télévision, surtout connue pour son rôle dans la série télévisée A come Andromeda,.
Elle a été cofondatrice et secrétaire de SAI (Société des acteurs italiens), connue sous le nom de Sindacato Attori, un syndicat d'acteurs affilié à la CGIL,.

## Filmographie partielle
- 1968 : Merci ma tante (Grazie zia) de Salvatore Samperi
- 1969 : Cœur de mère (Cuore di mamma) de Salvatore Samperi
- 1972 : A come Andromeda de Vittorio Cottafavi (mini-série télévisée)
- 1971 : Quella chiara notte d'ottobre de Massimo Franciosa
- 1972 : Le professeur ( La prima notte di quiete) de Valerio Zurlini
- 1972 : I Nicotera (it) (série TV) de Salvatore Nocita
- 1974 : Milano: il clan dei calabresi de Giorgio Stegani
- 1975 : Gamma (série TV) de Salvatore Nocita